# 두 개의 바이올린, 더블베이스를 위한 여섯 개의 미뉴에트 (베토벤)
두 개의 바이올린, 더블베이스를 위한 여섯 개의 미뉴에트, WoO 9는 루트비히 판 베토벤에 의해 쓰인 무곡 모음집이다.

## 개요
작곡 시기는 1795년 이전이며, 1933년에 마인츠의 쇼트 사에 의해 출판되었다. 이 미뉴에트의 정확한 작곡 날짜는 알려져 있지 않지만, 1795년에 관현악을 위한 열두 개의 미뉴에트, WoO 7을 작곡하던 무렵으로 추정된다. 여기에서도 관현악보 작성에 있어서 약간의 혼란이 있다; 베토벤은 첼로가 더블베이스의 대안으로 베이스 라인을 연주하도록 허용했다. 이 같은 악기 조합의 사용은 그의 다른 초기 무곡 모음집에서도 나타난다. 이 작품은 피아노 버전도 존재하지만, 작곡가는 관현악 버전을 만들지는 않았다

## 구성
1. 미뉴에트 - 트리오 (내림나장조)
2. 미뉴에트 - 트리오 (사장조)
3. 미뉴에트 - 트리오 (다장조)
4. 미뉴에트 - (바장조) 트리오 (내림나장조)
5. 미뉴에트 - 트리오 (라장조)
6. 미뉴에트 - 트리오 (사장조)

## 관련 링크
- 두 개의 바이올린과 더블베이스를 위한 여섯 개의 미뉴에트, WoO 9 - 국제 악보 도서관 프로젝트(IMSLP)의 악보
- 루카스 하겐(바이올린), 라이너 슈미트(바이올린), 알로이스 포스치(더블베이스)에 의한 연주 음원 on YouTuve